# A magyar állam tulajdonában álló műemlékek listája Budapesten
Az alábbi lista a Budapesten található, magyar állam tulajdonában álló, országos műemléki védettségű ingatlanokat tartalmazza, kerületenkénti bontásban.
 Az alábbi műemléki lista a Magyar Nemzeti Vagyonkezelő Zrt. nyilvántartásának 2013. szeptemberi állapotán alapul, az oldal tartalma csupán tájékoztató jellegű! Az országos műemléki nyilvántartás közhiteles forrása a Lechner Lajos Tudásközpont.

## Budapest főváros
|  | Bővebben: Széchenyi lánchíd |

|  | Bővebben: Margit híd |

|  | Bővebben: Szabadság híd |

## I. kerület
|  | Bővebben: Sándor-palota (Budapest) |

|  | Bővebben: Budavári Palota |

|  | Bővebben: József főhercegi palota |

|  | Bővebben: A volt Honvéd Főparancsnokság épülete a budai várban |

|  | Bővebben: Várszínház (Budapest) |

|  | Bővebben: Várkert Bazár |

|  | Bővebben: Anna utca |

|  | Bővebben: Semmelweis Orvostörténeti Múzeum |

|  | Bővebben: Rudas gyógyfürdő |

|  | Bővebben: Hadtörténeti Intézet és Múzeum |

|  | Bővebben: Mária Magdolna-templom |

|  | Bővebben: Forster Gyula Nemzeti Örökségvédelmi és Vagyongazdálkodási Központ |

|  | Bővebben: Budai Vigadó |

|  | Bővebben: Magyar Országos Levéltár |

## II. kerület
|  | Bővebben: Pálos kolostor (Budaszentlőrinc) |

|  | Bővebben: Király gyógyfürdő |

|  | Bővebben: Császár-Komjádi Béla Sportuszoda |

|  | Bővebben: Nyéki vadászkastély |

|  | Bővebben: Gül Baba türbéje |

|  | Bővebben: Szent Lukács gyógyfürdő |

|  | Bővebben: Millenáris Park |

|  | Bővebben: Napraforgó utcai kísérleti lakótelep |

|  | Bővebben: Napraforgó utcai kísérleti lakótelep |

|  | Bővebben: Napraforgó utcai kísérleti lakótelep |

|  | Bővebben: Napraforgó utcai kísérleti lakótelep |

|  | Bővebben: Napraforgó utcai kísérleti lakótelep |

|  | Bővebben: Napraforgó utcai kísérleti lakótelep |

|  | Bővebben: Napraforgó utcai kísérleti lakótelep |

|  | Bővebben: Napraforgó utcai kísérleti lakótelep |

|  | Bővebben: Napraforgó utcai kísérleti lakótelep |

|  | Bővebben: Napraforgó utcai kísérleti lakótelep |

|  | Bővebben: Napraforgó utcai kísérleti lakótelep |

|  | Bővebben: Napraforgó utcai kísérleti lakótelep |

|  | Bővebben: Napraforgó utcai kísérleti lakótelep |

|  | Bővebben: Napraforgó utcai kísérleti lakótelep |

|  | Bővebben: Napraforgó utcai kísérleti lakótelep |

|  | Bővebben: Napraforgó utcai kísérleti lakótelep |

|  | Bővebben: Napraforgó utcai kísérleti lakótelep |

## III. kerület
|  | Bővebben: Aquincum-polgárváros |

|  | Bővebben: Zichy-kastély (Óbuda) |

|  | Bővebben: Hadrianus-palota |

|  | Bővebben: Hercules-villa |

|  | Bővebben: Aquincumi katonai amfiteátrum |

|  | Bővebben: Aquincumi polgárvárosi amfiteátrum |

## IV. kerület
| Fotó |                 | Megnevezés                                                                     | Elhelyezkedés                                                                                               | Funkció, kezelő, leírás               |
| ---- | --------------- | ------------------------------------------------------------------------------ | --- | ------------------------------------- |
|      | Fájl feltöltése | felszíni vízkivételi mű (és Duna folyam) Azonosító: 11797 Státusz: nem kiemelt | 1044 Budapest, IV. kerület, Váci út é. sz. 47,602783°, k. h. 19,090283°47.602783°N 19.090283°E Hrsz.: 75843 | Közép Duna Völgyi Vízügyi Igazgatóság |

## V. kerület
|  | Bővebben: Egyetemi Könyvtár (Eötvös Loránd Tudományegyetem) |

|  | Bővebben: Károlyi-kert |

|  | Bővebben: Igazságügyi palota (Budapest) |

|  | Bővebben: Contra-Aquincum |

|  | Bővebben: Pesti Vigadó |

|  | Bővebben: Magyar Kereskedelmi és Iparkamara |

|  | Bővebben: Erzsébet tér autóbusz-pályaudvar |

|  | Bővebben: Postatakarékpénztár |

|  | Bővebben: Pénzügyminisztérium |

|  | Bővebben: Országos Idegennyelvű Könyvtár |

|  | Bővebben: Magyarok Világszövetsége |

|  | Bővebben: Pesti megyeháza |

|  | Bővebben: Bartók Béla Zeneművészeti és Hangszerészképző Gyakorló Szakgimnázium |

## VI. kerület
|  | Bővebben: Magyar Állami Operaház |

|  | Bővebben: Magyar Képzőművészeti Egyetem |

|  | Bővebben: Liszt Ferenc Zeneművészeti Egyetem |

|  | Bővebben: Epreskert |

|  | Bővebben: Ernst Múzeum |

|  | Bővebben: Ávilai Nagy Szent Teréz-plébániatemplom |

|  | Bővebben: Nyugati pályaudvar |

|  | Bővebben: Nyugati pályaudvar |

|  | Bővebben: Ráth György-villa |

## VII. kerület
|  | Bővebben: Dohány utcai zsinagóga |

|  | Bővebben: Szent István Egyetem |

|  | Bővebben: Szent István Egyetem |

|  | Bővebben: Szent István Egyetem |

|  | Bővebben: Szent István Egyetem |

|  | Bővebben: Szent István Egyetem |

|  | Bővebben: Szent István Egyetem |

## VIII. kerület
|  | Bővebben: Keleti pályaudvar |

|  | Bővebben: Füvészkert (Budapest) |

|  | Bővebben: Füvészkert (Budapest) |

|  | Bővebben: Eötvös Loránd Tudományegyetem |

|  | Bővebben: Magyar Nemzeti Múzeum |

|  | Bővebben: Andrássy Gyula_Budapesti_Német_Nyelvű_Egyetem#Az épület |

|  | Bővebben: Magyar Királyi Honvéd Ludovika Akadémia |

## IX. kerület
|  | Bővebben: Budapesti Corvinus Egyetem |

|  | Bővebben: Iparművészeti Múzeum |

|  | Bővebben: Assisi Szent Ferenc-templom (Ferencváros) |

## X. kerület
| Fotó |                 | Megnevezés                                                              | Elhelyezkedés | Funkció, kezelő, leírás       |
| ---- | --------------- | ----------------------------------------------------------------------- | --- | ----------------------------- |
| 1    | Fájl feltöltése | izraelita temető, Gries sírbolt Azonosító: 11315 Státusz: nem kiemelt   | Budapest, X. kerület, Kozma utca é. sz. 47,478189°, k. h. 19,178218°47.478189°N 19.178218°E Hrsz.: 42533                               | Budapesti Izraelita Hitközség |
| 1    | Fájl feltöltése | izraelita temető, Schmidl-síremlék Azonosító: 1082 Státusz: nem kiemelt | Budapest, X. kerület, Kozma utca é. sz. 47,478714°, k. h. 19,178698°47.478714°N 19.178698°E Hrsz.: 42533                               | Budapesti Izraelita Hitközség |
|      | Fájl feltöltése | sporttelep, saját használatú út Azonosító: 11579 Státusz: nem kiemelt   | Budapest, X. kerület, Oázis köz, Vajda Péter utca é. sz. 47,481053°, k. h. 19,115802°47.481053°N 19.115802°E Hrsz.: 38440/53, 38440/54 | Nemzeti Sportközpontok        |

## XI. kerület
|  | Bővebben: Citadella (Budapest) |

|  | Bővebben: Albertfalvai római katonai tábor és település |

|  | Bővebben: Budapesti Műszaki és Gazdaságtudományi Egyetem |

|  | Bővebben: Budaörsi repülőtér |

## XII. kerület
|  | Bővebben: Frivaldszky–Mauthner–Pálffy-villa |

|  | Bővebben: Fácános |

|  | Bővebben: Fácános |

|  | Bővebben: Fácános |

|  | Bővebben: Magyar Művészeti Akadémia |

|  | Bővebben: Jókai-kert |

|  | Bővebben: Semmelweis Egyetem |

## XIII. kerület
|  | Bővebben: Hajós Alfréd Nemzeti Sportuszoda |

|  | Bővebben: Ferences kolostor (Margit-sziget) |

|  | Bővebben: Margit-sziget |

## XIV. kerület
|  | Bővebben: Szépművészeti Múzeum |

|  | Bővebben: Műcsarnok |

|  | Bővebben: Millenniumi emlékmű |

|  | Bővebben: Magyar Állami Földtani Intézet |

|  | Bővebben: Vajdahunyad vára |

|  | Bővebben: Radnóti Miklós Kísérleti Gimnázium |

## XV. kerület
| Fotó |                 | Megnevezés                                                                         | Elhelyezkedés                                                                                                  | Funkció, kezelő, leírás                                                  |
| ---- | --------------- | ---------------------------------------------------------------------------------- | --- | ------------------------------------------------------------------------ |
|      | Fájl feltöltése | kórház – egykori konyhaépület Azonosító: 16310 Státusz: nem kiemelt                | Budapest, XV. kerület, Őrjárat u. 1–5. é. sz. 47,539235°, k. h. 19,122153°47.539235°N 19.122153°E Hrsz.: 82285 | Gyógyszerészeti és Egészségügyi Minőség- és Szervezetfejlesztési Intézet |
|      | Fájl feltöltése | kórház – egykori női szociális pavilonok Azonosító: 16309 Státusz: nem kiemelt     | Budapest, XV. kerület, Őrjárat u. 1–5. é. sz. 47,539235°, k. h. 19,122153°47.539235°N 19.122153°E Hrsz.: 82285 | Gyógyszerészeti és Egészségügyi Minőség- és Szervezetfejlesztési Intézet |
|      | Fájl feltöltése | kórház – személyzeti ház Azonosító: 16313 Státusz: nem kiemelt                     | Budapest, XV. kerület, Őrjárat u. 1–5. é. sz. 47,539235°, k. h. 19,122153°47.539235°N 19.122153°E Hrsz.: 82285 | Gyógyszerészeti és Egészségügyi Minőség- és Szervezetfejlesztési Intézet |
|      | Fájl feltöltése | kórház – egykori ravatalozó Azonosító: 16312 Státusz: nem kiemelt                  | Budapest, XV. kerület, Őrjárat u. 1–5. é. sz. 47,539235°, k. h. 19,122153°47.539235°N 19.122153°E Hrsz.: 82285 | Gyógyszerészeti és Egészségügyi Minőség- és Szervezetfejlesztési Intézet |
| 1    | Fájl feltöltése | kórház – bejárati épület Azonosító: 16308 Státusz: nem kiemelt                     | Budapest, XV. kerület, Őrjárat u. 1–5. é. sz. 47,539235°, k. h. 19,122153°47.539235°N 19.122153°E Hrsz.: 82285 | Gyógyszerészeti és Egészségügyi Minőség- és Szervezetfejlesztési Intézet |
|      | Fájl feltöltése | kórház – egykori férfi szociális pavilonok Azonosító: 17264 Státusz: nem kiemelt   | Budapest, XV. kerület, Őrjárat u. 1–5. é. sz. 47,539235°, k. h. 19,122153°47.539235°N 19.122153°E Hrsz.: 82285 | Gyógyszerészeti és Egészségügyi Minőség- és Szervezetfejlesztési Intézet |
| 1    | Fájl feltöltése | kórház – egykori férfi inszociális pavilonok Azonosító: 17263 Státusz: nem kiemelt | Budapest, XV. kerület, Őrjárat u. 1–5. é. sz. 47,539235°, k. h. 19,122153°47.539235°N 19.122153°E Hrsz.: 82285 | Gyógyszerészeti és Egészségügyi Minőség- és Szervezetfejlesztési Intézet |
|      | Fájl feltöltése | kórház – egykori női inszociális pavilonok Azonosító: 16311 Státusz: nem kiemelt   | Budapest, XV. kerület, Őrjárat u. 1–5. é. sz. 47,539235°, k. h. 19,122153°47.539235°N 19.122153°E Hrsz.: 82285 | Gyógyszerészeti és Egészségügyi Minőség- és Szervezetfejlesztési Intézet |

## XXI. kerület
| Fotó |                 | Megnevezés                                              | Elhelyezkedés | Funkció, kezelő, leírás        |
| ---- | --------------- | ------------------------------------------------------- | --- | ------------------------------ |
| 1    | Fájl feltöltése | rendőrkapitányság Azonosító: 11179 Státusz: nem kiemelt | 1211 Budapest, XXI. kerület, Szent Imre tér 23. é. sz. 47,432256°, k. h. 19,068118°47.432256°N 19.068118°E Hrsz.: 209611 | Budapesti Rendőr-főkapitányság |

## XXII. kerület
|  | Bővebben: Nagytétényi Kastélymúzeum |

|  | Bővebben: Törley-kastély |

## XXIII. kerület
| Fotó |                 | Megnevezés                                                | Elhelyezkedés | Funkció, kezelő, leírás |
| ---- | --------------- | --------------------------------------------------------- | --- | ----------------------- |
| 1    | Fájl feltöltése | Segítő Mária-kápolna Azonosító: 1311 Státusz: nem kiemelt | 1238 Budapest, XXIII. kerület, Meddőhányó út / Helsinki út é. sz. 47,425283°, k. h. 19,103050°47.425283°N 19.103050°E Hrsz.: 184097 | Pilisi Parkerdő Zrt.    |